# Zawadiwka (obwód czerkaski)
Zawadiwka (ukr. Завадівка) – wieś na Ukrainie, w obwodzie czerkaskim, w rejonie czerkaskim. W 2001 liczyła 849 mieszkańców, wśród których 837 jako ojczysty język wskazało ukraiński, a 12 rosyjski.